# スーパータイムあきた
『スーパータイムあきた』は、秋田テレビで放送されていた秋田県向け平日夕方のローカルワイドニュース番組。

## 番組概要
- 前番組の『FNNテレポートあきた』に代わり1989年4月3日より放送開始、1997年3月28日までの8年間にわたり放送された。本番組の正式タイトルは、「AKTスーパータイムあきた」で実際のオープニングタイトルは「AKTスーパータイム FNN」であった。
- 番組前半は全国ニュースとして『FNNスーパータイム』を放送。そして秋田県内のニュース、スポーツ情報・お天気コーナーは番組後半から放送するという構成になっていた。
- ただし、週末の『FNNスーパータイム』のローカル枠は『AKTニュース・お天気ダイアリー』と別番組扱いで放送していた。
- 初代ニュースキャスターの鈴木陽悦は、名物キャスターとしてこの番組で名を馳せた。放送終了後、『FNNザ・ヒューマンあきた』がこの放送枠での後番組としてスタートした。なお、タイトルロゴの｢あきた｣の部分は『ニュースあきた』のものを流用した。
- 番組上では全国枠が『AKTスーパータイム』、ローカル枠が『スーパータイムあきた』となっていたが、新聞のテレビ欄では全国枠・ローカル枠ともに『AKTスーパータイム』と表記されていた（即ち、オムニバス式）。

## 放送時間
| 期間      | 期間      | 放送時間           |
| --------- | --------- | ------------------ |
| 1989.4.3  | 1994.9.30 | 平日 18:00 - 19:00 |
| 1994.10.3 | 1997.3.28 | 平日 17:58 - 19:00 |

※秋田県内ローカルパートは18時20分（末期は18時25分から）より。

## 歴代ニュースキャスター
| 期間     | 期間      | 男性     | 女性       | スポーツスクランブル |
| -------- | --------- | -------- | ---------- | -------------------- |
| 1989.4.3 | 1994.3.31 | 鈴木陽悦 | 高橋紀子   | （不在）             |
| 1994.4.1 | 1996.3.29 | 鈴木陽悦 | 高橋紀子   | 佐藤美加             |
| 1996.4.1 | 1997.3.28 | 石塚真人 | 佐々木恵子 | 佐藤美加             |